# (22018) 1999 XK105
1999 أكس كي 105 (ويعرف أيضًا باسم (22018) 1999 أكس كي 105 وفق تسمية الكوكب الصغير) (بالإنجليزية: 1999 XK105)‏ هو كويكب ضمن حزام الكويكبات؛ وترتيبه 22018 من حيث الاكتشاف.
اكتُشف هذا الجُرم الفلكي بواسطة تاكيشي أوراتا ‏ في 8 ديسمبر 1999.

## وصلات خارجية
- (22018) 1999 XK105 في قاعدة بيانات مختبر الدفع النفاث لأجرام النظام الشمسي الصغيرة

- الاكتشاف · مخطط المدار ·  العناصر المدارية · المعلمات المادية

- (22018) 1999 XK105 على موقع ويكي سكاي: DSS2, SDSS, GALEX, IRAS, Hydrogen α, X-Ray, Astrophoto, Sky Map, Articles and images